# Élie Ducommun

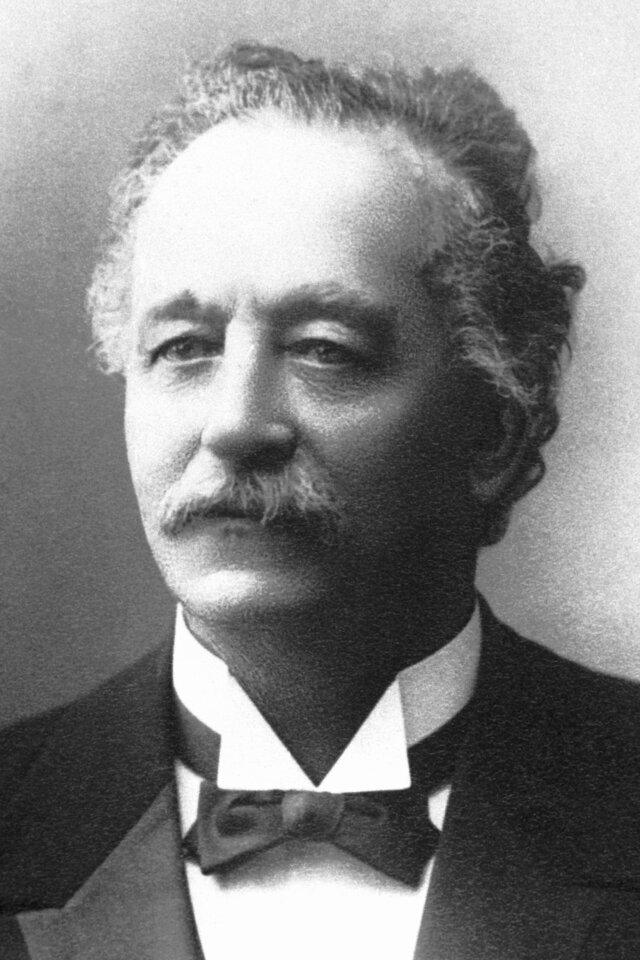
Élie Ducommun (1902)

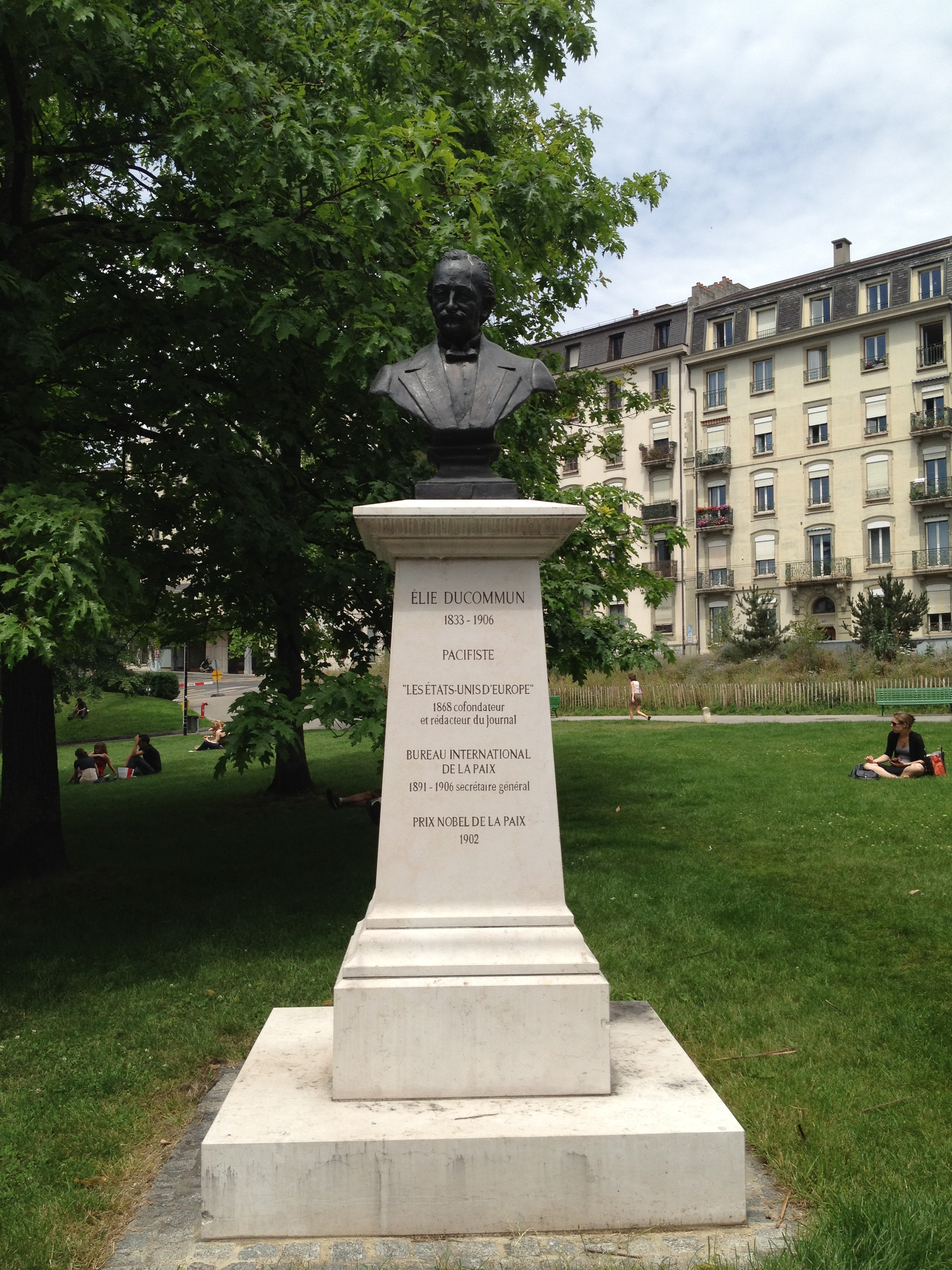
Büste von Elie Ducommun im Genfer Park Saint-Jean

Élie Ducommun (* 19. Februar 1833 in Genf; † 7. Dezember 1906 in Bern) war ein Schweizer Journalist, Politiker, Geschäftsmann und Friedensnobelpreisträger. Er war Staatskanzler des Kantons Genf (1862 bis 1865), Mitherausgeber der Zeitung „Les États-Unis d'Europe“ (1868), Gründungsmitglied der Schweizerischen Volksbank (1869), Sekretär der Jura-Simplon-Bahn (1873–1903) und Leiter des „Internationalen Ständigen Friedensbüros“ (1891–1906). Am 10. Dezember 1902 erhielt er den Friedensnobelpreis zusammen mit Charles Albert Gobat.

## Berufliche und politische Laufbahn
Nach einem Abstecher als Hauslehrer in Sachsen kehrte Ducommun 1853 nach Genf zurück. Der gelernte Journalist und überzeugte Liberale war von 1858 bis 1862 Grossrat des Kantons Genf. Danach wurde er zum Staatskanzler des Kantons Genf ernannt, eine bis 1865 ausgeführte Funktion.
Als Redakteur der politischen Zeitung "Progrès" in Delémont, 1865–1868, kam er mit der damals in einigen europäischen Staaten aufblühenden Friedensbewegung in Berührung. Nach Gründung der „Liga für Frieden und Freiheit“ (1868) war er Redakteur deren Bulletins „Les États-Unis d'Europe“ (Die Vereinigten Staaten von Europa).
Als Redakteur des „Progrès“ wurde er auch im Kanton Bern eine bekannte Persönlichkeit, 1868 wurde er in den Grossen Rat gewählt, wo er bis 1877 blieb. 1872 war er Mitbegründer des „Cercle démocratique romand“, einer politischen Partei, die sich später in „Parti National Romand“ umbenannte. Von 1874 bis 1877 war Ducommun Mitglied des Stadtrates und Übersetzer der Gemeindeversammlung der Stadt Biel/Bienne. Ausserdem war er Mitarbeiter der dort ansässigen Regionalzeitung "Journal du Jura".
Von 1867 bis 1873 arbeitete er als Übersetzer des Nationalrates. Ab 1871 war er Redaktor eines gedruckten Protokolls (Bulletins) der Bundesversammlung zur Totalrevision der Bundesverfassung.

## Geschäftsmann

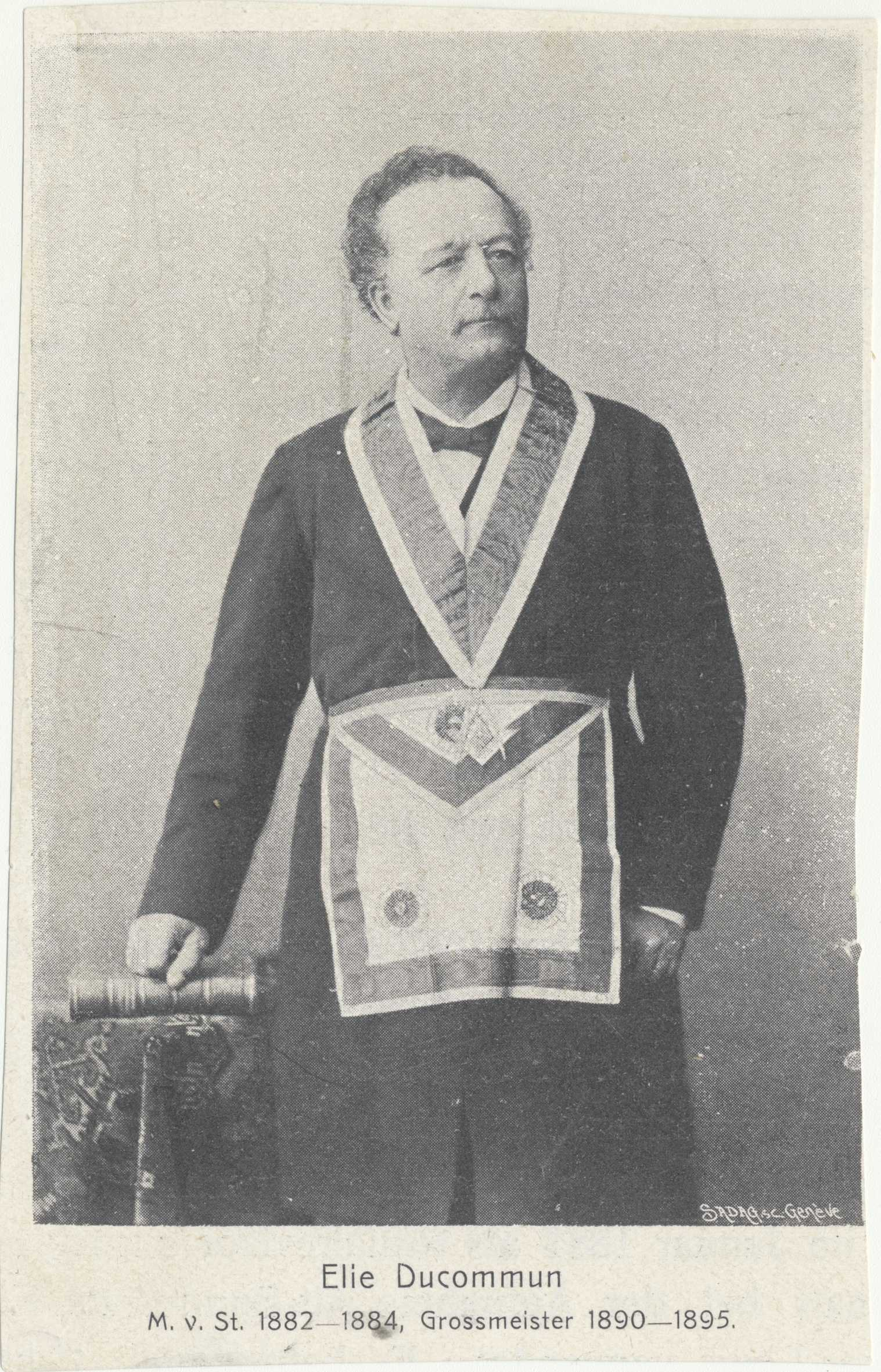
Elie Ducommun, Freimaurer der Loge zur Hoffnung in Bern und Schweizer Grossmeister. Foto: Bibl. de Genève

Das Ziel des internationalen Friedens verlor Ducommun nicht aus den Augen, auch wenn ihn zeitweilig andere Geschäfte mehr bewegten. Um den Schweizer Arbeitern eine Bank mit günstigen Konditionen anzubieten, gründete er 1869 die Schweizerische Volksbank. Es entsprach seiner Überzeugung, dass der soziale Friede in einem demokratischen Gemeinwesen entscheidend von der finanziellen Absicherung der Arbeiterschaft abhängt.
Neben seiner Tätigkeit als Abgeordneter widmete sich Ducommun ab dem Jahr 1873 als Generalsekretär dem Bau der Jura-Bern-Luzern-Bahn (JBL). Aus der JBL entstand durch Fusion die Jura-Simplon-Bahn, wo er bis 1903 als Generalsekretär arbeitete.

## Friedenspolitiker
Ducommuns Wirken für den Frieden war eher unauffällig aber effektiv. Nicht durch spektakuläre Aktionen, sondern durch beharrliche Arbeiten wurde er zu einem Pionier der Friedensbewegung.
Mit Pierre Jolissaint und James Fazy organisierte er 1867 eine internationale Friedenskonferenz in Genf. Ducommun war 1868 einer der Mitbegründer der „Liga für Frieden und Freiheit“. An der 3. Konferenz der „Interparlamentarischen Union“ in Rom, 1891, wurde Ducommun zum Leiter des „Bureau International Permanent de la Paix“ (zu deutsch: „Internationales Ständiges Friedensbüro“) mit Sitz in Bern, gewählt. Zuerst ehrenamtlich, ab 1903 bis zu seinem Tod, 1906, als vollamtlicher Generalsekretär. In dieser Funktion hatte er die Aktivitäten der zahlreichen nationalen Friedensorganisationen zu koordinieren. Für seine Arbeit als Generalsekretär des Friedensbüros wurde er 1902 mit dem Friedensnobelpreis ausgezeichnet.

## Familie
Élie Ducommun war der Sohn des Uhrmachers Jules Ducommun (1806–1852) und Octavie Marianne Matthey-Dit-Henry. Er heiratete seine Cousine Octavie Adèle (1835–1925), geb. Ducommun. Das Ehepaar hatte eine Tochter und den Sohn Jules Ducommun (1859–1938). Dieser heiratete Aline Merz (1867–1921), die von 1916 bis 1920 Zentralpräsidentin des Verbands Christkatholischer Frauenvereine war. Sie setzte sich, wie ihre Nachfolgerin Anny Peter, für das Frauenstimmrecht im kirchlichen Bereich ein. Die Schriftstellerin und Psychoanalytikerin Aline Valangin (1889–1986) war eine Enkelin des Nobelpreisträgers.

## Publikationen
- Derniers sourires: Poésies précédées d'une notice biographique. Bern 1908.
- Discours sur l'oeuvre de la paix prononcé à Genève le 23 mai 1893. Bern 1893.
- The Permanent International Bureau of Peace. In: The Independent, 19. März 1903.
- Précis historique du mouvement en faveur de la paix. Bern 1899.
- Sourires: Poésies. Biel 1887.

## Fussnoten
1. ↑  FAN - L'express 5. Juli 1873 — e-newspaperarchives.ch. Abgerufen am 18. Februar 2024.
2. ↑  Le chroniqueur 30. September 1871 — e-newspaperarchives.ch. Abgerufen am 18. Februar 2024.
3. ↑  Elie Ducommun et Genève : retrouvailles autour d'un buste / Roger Durand avec la collab. de Colin Archer ... [et al.], Genève : Comité Elie Ducommun Association, Genève: un lieu pour la paix, Genève 2006, S. 134 (dort ein Stammbaum der Familie)
4. ↑  Christoph Zürcher: Élie Ducommun. In: Historisches Lexikon der Schweiz. (abgerufen am 27. Februar 2021)
5. ↑  Angela Berlis: Anny Peter. In: Historisches Lexikon der Schweiz. (abgerufen am 27. Februar 2021)

| Personendaten    | Personendaten                      |
| ---------------- | ---------------------------------- |
| NAME             | Ducommun, Élie                     |
| KURZBESCHREIBUNG | Schweizer Friedensnobelpreisträger |
| GEBURTSDATUM     | 19. Februar 1833                   |
| GEBURTSORT       | Genf                               |
| STERBEDATUM      | 7. Dezember 1906                   |
| STERBEORT        | Bern                               |